# Kevin Carter
Kevin Carter, född 13 september 1960 i Johannesburg i Sydafrika, död 27 juli 1994 i Johannesburg, var en sydafrikansk fotograf. Han var mest känd för att ha vunnit Pulitzerpriset 1994 för en bild tagen under svältkrisen i Sudan på ett litet svältande barn förföljt av en gam.
Kevin Carter ägnade en stor del av sin karriär åt att bevaka den instabila situation som rådde i den sydafrikanska apartheidregimens slutskede och var medlem av Bang-Bang-klubben. Det var ett arbete förenat med stora risker omgivet av våld och blodspillan, och det var vanligt med droganvändning för att stå ut. För det prisvinnande fotot i Sudan mottog han inte bara hyllningar utan även hård kritik för att han ägnat tid åt fotograferandet och dröjt med att hjälpa barnet.
Bara dagar efter att Carter vann Pulitzerpriset för sitt foto avled hans bästa vän och Bang-Bang-klubbmedlemmen Ken Oosterbroek under ett arbetsuppdrag. Carters mentala mående försämrades samtidigt som han fick mer uppmärksamhet och mer press på sig till följd av Pulitzerpriset. Den 27 juli 1994 begick han självmord, 32 år gammal. Han efterlämnade en sexårig dotter. 
Utdrag ur Carters självmordsbrev: 
"I'm really, really sorry... depressed . . . without phone . . . money for rent . . . money for child support . . . money for debts . . . money!!! . . . I am haunted by the vivid memories of killings & corpses & anger & pain . . . of starving or wounded children, of trigger-happy madmen, often police, of killer executioners . . .  I have gone to join Ken if I am that lucky. I have always had it all at my feet, but being me just fit up anyway."
Översättning: "Jag är verkligen, verkligen ledsen ... deprimerad... utan telefon... pengar till hyra... pengar till underhåll... pengar till skulder... pengar!!!... Jag är hemsökt av tydliga minnen av dödande & lik & ilska & smärta... av svältande eller skadade barn, av skjutglada galningar, ofta poliser, av bödlar... Jag har gått för att möta Ken om jag har sån tur. Jag har alltid haft allt vid mina fötter, men att vara jag är hemskt oavsett."

## I populärkultur
Bandet Manic Street Preachers gav ut låten "Kevin Carter" i albumet Everything Must Go 1996.